# Course de montagne du Barr Trail
La course de montagne du Barr Trail (en anglais : Barr Trail Mountain Race) est une course de montagne empruntant le Barr Trail sur la montagne de Pikes Peak dans l'état du Colorado aux États-Unis. Elle a été créée en 2000.

## Histoire
Déçu du manque de compétitivité au marathon de Pikes Peak mais toujours passionné par sa montagne fétiche, Matt Carpenter décide de créer une nouvelle course plus attirante. Utilisant une partie du parcours du marathon, le Barr Trail (en), il crée la course de montagne du Barr Trail avec Nancy Hobbs, fondatrice de l'American Trail Running Association (ATRA) et trésorière de l'association mondiale de course en montagne. Bénéficiant du soutien de plus de soixante sponsors, Matt décide de reverser les bénéfices de la course aux organisations locales, le Barr Camp, afin de moderniser leurs installations, Friends of the Peak, une organisation qui œuvre au maintien des sentiers de randonnées de Pikes Peak et finalement à l'ATRA, une organisation qui soutient le trail et la course en montagne.
Le nombre de participants est limité à 400 pour limiter l'impact sur l'environnement.
La course rejoint le calendrier de la Skyrunner World Series en 2002 et 2003. Paul Low et Kelli Lusk s'y imposent les deux années.
La course est annulée en 2012 à cause des incendies du Waldo Canyon.
En 2014, le Team Colorado reprend l'organisation de la course et annonce une fusion de la course avec le Triple Crown, organisation qui gère le marathon ainsi que la course de 10 miles, Garden of the God,.
L'édition 2019 accueille l'édition inaugurale des championnats d'Amérique du Nord de skyrunning. Joseph Gray et Ashley Brasovan sont titrés.
L'édition 2020 est annulée en raison de la pandémie de Covid-19.

## Parcours
Le départ est donné à la station inférieure du chemin de fer à crémaillère de Pikes Peak, tout proche de la ville de Manitou Springs. Le parcours suit le Barr Trail (en) jusqu'au Barr Camp puis redescend par le même chemin. Il bifurque vers l'usine hydroélectrique en effectuant une dernière petite montée. L'arrivée est donnée au parking. Il mesure 20,3 km pour 1 100 m de dénivelé positif et négatif.

## Vainqueurs
| Année | Hommes                                                 | Temps                                                  | Femmes                                                 | Temps                                                  |
| ----- | ------------------------------------------------------ | ------------------------------------------------------ | ------------------------------------------------------ | ------------------------------------------------------ |
| 2000  | Matt Carpenter                                         | 1 h 31 min 22 s                                        | Sarah Gray                                             | 1 h 54 min 4 s                                         |
| 2001  | Matt Carpenter                                         | 1 h 30 min 7 s                                         | Julie Flint Bryan                                      | 1 h 51 min 41 s                                        |
| 2002  | Paul Low                                               | 1 h 32 min 54 s                                        | Kelli Lusk                                             | 1 h 54 min 8 s                                         |
| 2003  | Paul Low                                               | 1 h 30 min 55 s                                        | Kelli Lusk                                             | 1 h 53 min 50 s                                        |
| 2004  | Matt Carpenter                                         | 1 h 31 min 3 s                                         | Katie Ann Blackett                                     | 1 h 55 min 49 s                                        |
| 2005  | Matt Carpenter                                         | 1 h 31 min 14 s                                        | Katie Ann Blackett                                     | 1 h 56 min 40 s                                        |
| 2006  | Matt Carpenter                                         | 1 h 30 min 53 s                                        | Lisa-Marie Goldsmith                                   | 1 h 52 min 16 s                                        |
| 2007  | Matt Carpenter                                         | 1 h 29 min 33 s                                        | Lisa-Marie Goldsmith                                   | 1 h 52 min 48 s                                        |
| 2008  | Matt Carpenter                                         | 1 h 33 min 27 s                                        | Laura Haefeli                                          | 1 h 50 min 48 s                                        |
| 2009  | Matt Carpenter                                         | 1 h 32 min 33 s                                        | Brandy Erholtz                                         | 1 h 49 min 8 s                                         |
| 2010  | Ryan Hafer                                             | 1 h 29 min 5 s                                         | Brandy Erholtz                                         | 1 h 47 min 57 s                                        |
| 2011  | Scott Gall                                             | 1 h 39 min 2 s                                         | Stevie Kremer                                          | 1 h 51 min 58 s                                        |
| 2012  | Course annulée en raison des incendies du Waldo Canyon | Course annulée en raison des incendies du Waldo Canyon | Course annulée en raison des incendies du Waldo Canyon | Course annulée en raison des incendies du Waldo Canyon |
| 2013  | Alex Nichols                                           | 1 h 34 min 23 s                                        | Laura Haefeli                                          | 1 h 56 min 56 s                                        |
| 2014  | Joseph Gray                                            | 1 h 29 min 43 s                                        | Brandy Erholtz                                         | 1 h 55 min 8 s                                         |
| 2015  | Andy Wacker                                            | 1 h 39 min 29 s                                        | Sophia Torres                                          | 2 h 4 min 20 s                                         |
| 2016  | Joseph Gray                                            | 1 h 30 min 5 s                                         | Sylvia Nordskar                                        | 1 h 57 min 56 s                                        |
| 2017  | Joseph Gray                                            | 1 h 28 min 34 s                                        | Addie Bracy                                            | 1 h 51 min 12 s                                        |
| 2018  | Azerya Weldemariam                                     | 1 h 35 min 34 s                                        | Kristina Mascarenas                                    | 2 h 0 min 29 s                                         |
| 2019  | Joseph Gray                                            | 1 h 31 min 2 s                                         | Ashley Brasovan                                        | 1 h 48 min 9 s                                         |
| 2020  | Course annulée en raison de la pandémie de Covid-19    | Course annulée en raison de la pandémie de Covid-19    | Course annulée en raison de la pandémie de Covid-19    | Course annulée en raison de la pandémie de Covid-19    |
| 2021  | Jacob Dewey                                            | 1 h 39 min 3 s                                         | Janelle Lincks                                         | 1 h 48 min 11 s                                        |
| 2022  | Jeff Cuno                                              | 1 h 40 min 48 s                                        | Kristina Mascarenas                                    | 1 h 54 min 9 s                                         |
| 2023  | Joseph Gray                                            | 1 h 33 min 20 s                                        | Kristina Mascarenas                                    | 1 h 54 min 12 s                                        |
| 2024  | Joseph Gray                                            | 1 h 33 min 10 s                                        | Ashley Brasovan                                        | 1 h 54 min 52 s                                        |
| 2025  | Jonathan Aziz                                          | 1 h 34 min 32 s                                        | Kristina Mascarenas                                    | 1 h 54 min 11 s                                        |

 Record de l'épreuve